# Dąb portugalski
Dąb portugalski (Quercus faginea Lam.) – gatunek roślin z rodziny bukowatych (Fagaceae Dumort.). Występuje naturalnie w Maroku, Algierii, Portugalii oraz Hiszpanii (także na Balearach). We Francji spotykany jest tylko w departamencie Pireneje Atlantyckie. Do Wielkiej Brytanii został introdukowany w 1824 roku. 

## Morfologia

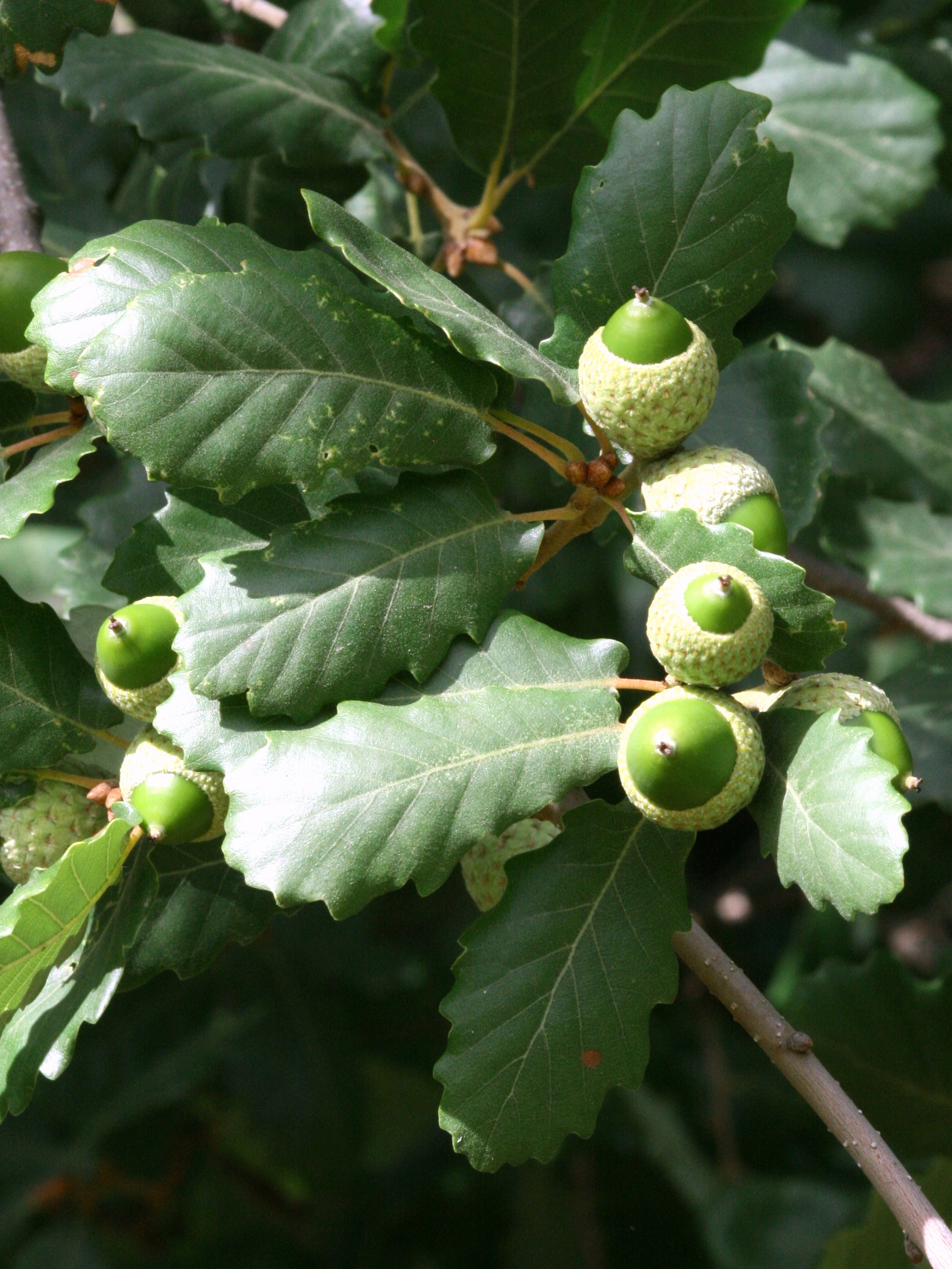
Liście i żołędzie

PokrójCzęściowo zimozielone drzewo (czasami krzew) dorastające do 10–15 m wysokości. Korona drzewa jest szeroka. Kora gruba, pomarszczona, łuszcząca się, o szarej lub brązowej barwie. Gałązki mają szarą lub białawą barwę, początkowo są owłosione, lecz z czasem łysieją. Pąki mają jajowaty kształt i są owłosione.
LiścieBlaszka liściowa jest skórzasta i ma zmienny kształt od owalnego do podługowato-eliptycznego. Mierzy 4 cm długości oraz 1,5 cm szerokości, jest falista i zawinięta na brzegu, ma sercowatą lub zaokrągloną nasadę i tępy wierzchołek. Górna powierzchnia barwy jasnozielonej, początkowo z krótkim, gwiaździstym owłosieniem, lecz z czasem staje się naga, natomiast od spodu jest gęsto pokryta żółtoszarym owłosieniem z małymi, gwiaździstymi włoskami (o długości 120–150 μm). Ma 8–12 par prostych i równoległych żyłek drugorzędnych, zakończonych trójkątnym, regularnym i ostro zakończonym zębem. Ogonek liściowy jest owłosiony długości 5–14 mm .
KwiatyRozdzielnopłciowe, zebrane w kotki. Kwiaty męskie skupione w klastry po 4–5 wiotkich kwiatostanów o żółtozielonej barwie. Kwiaty żeńskie osadzone są na krótkich szypułkach.
OwoceOrzechy zwane żołędziami o obłym kształcie, dorastają do 25 mm długości i 13 mm średnicy, mają jasnożółtą barwę. Osadzone są pojedynczo lub w parach na bardzo krótkich szypułkach. Miseczki mają półokrągły kształt, z owalnymi, trójkątnymi lub nieco lancetowatymi, wypukłymi, owłosionymi łuskami.
Gatunki podobneRoślina jest podobna do gatunku Q. infectoria, lecz różni się od niego silnie owłosioną blaszką liściową na spodniej powierzchni. Ponadto Q. infectoria występuje w innym regionie geograficznym – we wschodniej części basenu Morza Śródziemnego. Może być również mylony z dębem algierskim (Q. canariensis), który ma blaszkę liściową z głębiej wciętymi i bardziej regularnymi klapami na brzegu.

## Biologia i ekologia
Występuje na wysokości od 800 do 1900 m n.p.m. Kwitnie od marca do kwietnia. Jest rośliną wiatropylną. Owoce dojrzewają w tym samym roku. Występuje w 7. strefie mrozoodporności. Preferuje gleby wilgotne, wapienne. Na jego pędach często rozwijają się galasy. 

## Zmienność
W obrębie tego gatunku oprócz podgatunku nominatywnego wyróżniono jeden podgatunek:
- Quercus faginea subsp. broteroi (Cout.) A.Camus – dość wysokie, częściowo zimozielone drzewo. Gałązki i pąki są owłosione. Przylistki proste, włochate i nietrwałe. Blaszka liściowa jest płaska i mierzy 4–11 cm długości oraz 2–6 cm szerokości, jest tępo ząbkowana na brzegu (rzadko z ostro zakończonymi ząbkami), ma nasadę zbiegającą po ogonku i zaokrąglony wierzchołek. Od spodu jest pokryta zielonkawoszarym owłosieniem z gwiaździstymi włoskami dłuższymi niż u podgatunku typowego (o długości 200–250 μm). Ma 8–14 par żyłek drugorzędnych. Ogonek liściowy jest nagi, smukły, o niemal obłym kształcie i długości 5–14 mm. Kwiaty żeńskie osadzone są na szypułkach z białym owłosieniem. Okwiat składa się z 6 owłosionych płatków. Słupek zwieńczony jest 3 znamionami o łyżeczkowatym kształcie. Żołędzie osiągają 25–30 mm długości, otulone są w jedwabistych miseczkach z wypukłymi łuskami. Stylopodium jest owłosione[5].